# Boicot, Desinversiones y Sanciones
Boicot, Desinversiones y Sanciones (en inglés: Boycott, Divestment and Sanctions; también conocido como BDS y Movimiento BDS) es un movimiento propalestino que aboga por una campaña global para incrementar la presión económica y política sobre Israel, con el fin de lograr sus objetivos: el fin de la ocupación israelí y la colonización de los territorios palestinos y los Altos del Golán, la plena igualdad de los ciudadanos árabes israelíes que viven en Israel y el reconocimiento del derecho de los refugiados palestinos al retorno.
Sus fundadores fueron Omar Barghouti y Ramy Shaath.
La campaña está organizada y coordinada por el Comité Nacional Palestino de BDS, y comenzó el 9 de julio de 2005 sumando más de 170 ONG palestinas en apoyo a la causa palestina llamando al boicot, la desinversión y las sanciones internacionales contra Israel.
Citando el cuerpo de resoluciones de las Naciones Unidas sobre Israel y Palestina, e inspirándose en las campañas anti-apartheid en contra de la minoría dominante blanca en Sudáfrica, el movimiento BDS llamó a varias formas de boicot contra Israel hasta que atienda sus obligaciones de derecho internacional. Se han llevado a cabo protestas y conferencias apoyando la campaña por todo el mundo.
Su mascota, que aparece en su logotipo, es Handala, símbolo de la identidad palestina y del «derecho al retorno». Handala es obra del dibujante palestino Nayi al-Ali.
Los partidarios de la campaña la comparan con el movimiento anti-apartheid sudafricano de finales del siglo XX y ven las acciones similares a los boicots contra Sudáfrica durante la segregación racial. Equiparan la situación de Israel con el apartheid, citando las numerosas leyes israelíes por las que se da un trato discriminatorio a sus ciudadanos de origen palestino en áreas tan diversas como en la participación política, en el acceso a la tierra y a la educación o en el proceso judicial.
Algunos críticos acusan al movimiento BDS de antisemitismo, una acusación que el movimiento niega, calificándola de un intento de mezclar el antisemitismo con el antisionismo. El cabildeo israelí en Estados Unidos ha hecho de la oposición al BDS una de sus principales prioridades. Desde 2015, el gobierno israelí ha gastado millones de dólares para promover la opinión de que el BDS es antisemita y prohibirlo legalmente en países extranjeros. Los partidarios del BDS lo ven como un movimiento de derechos humanos.
El BDS organiza campañas de boicot, desinversión y sanciones contra Israel. Los boicots se facilitan instando al público a evitar la compra de bienes fabricados por empresas israelíes, la desinversión instando a los bancos, fondos de pensiones, empresas internacionales, etc. a dejar de hacer negocios en Israel, y las sanciones presionando a los gobiernos para que pongan fin al comercio militar y los acuerdos de libre comercio con Israel y suspendan la membresía de Israel en los foros internacionales.

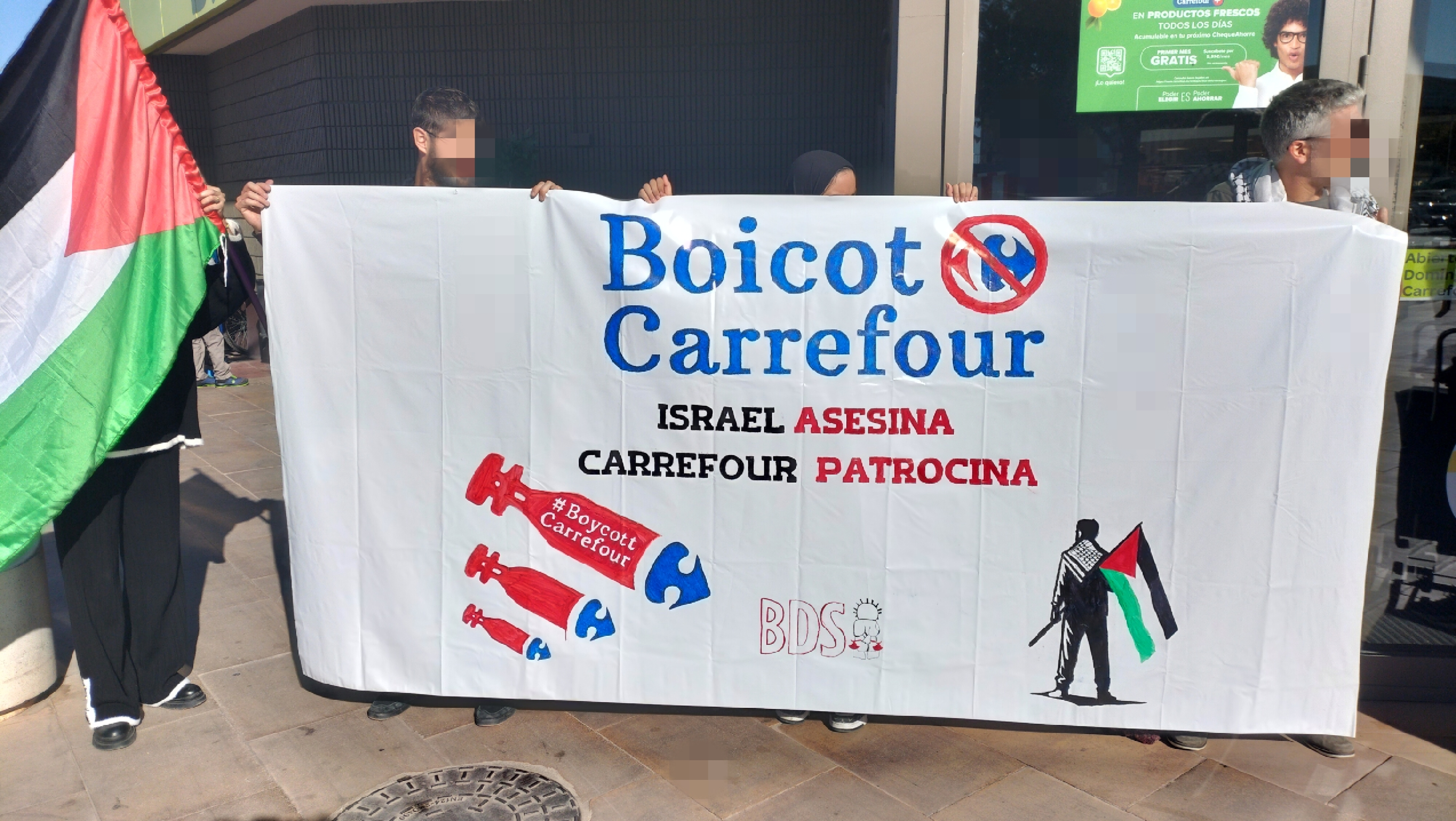
Activistas de BDS frente a un centro comercial en Murcia (España)

Los objetivos globales para el boicot son seleccionados por el Comité Nacional Palestino de BDS (BNC), pero los partidarios son libres de elegir los objetivos que más les convengan. El BNC anima a sus partidarios a seleccionar los objetivos en función de su complicidad en las violaciones de los derechos humanos por parte de Israel, el potencial de solidaridad entre movimientos, el atractivo de los medios de comunicación y la probabilidad de éxito. También enfatiza la importancia de crear campañas y eventos que se conecten con temas de interés en sus propias comunidades. 
Los críticos del BDS rechazan que Israel segregue a sus ciudadanos por origen étnico o religioso.[cita requerida]Además argumentan que el movimiento BDS desincentiva el liderazgo palestino para negociar con Israel y que es una campaña antisemita que únicamente busca la deslegitimación de Israel.
Se han creado varios grupos específicamente para combatir el BDS. En junio de 2015, los millonarios pro-israelíes Sheldon Adelson y Haim Saban se reunieron con representantes de varias organizaciones judías y recaudaron 50 millones de dólares para luchar contra el BDS en los campus estadounidenses. En 2015, se creó la Fuerza de Tarea Macabea.

## Antecedentes
Muchos autores remontan los orígenes del BDS al Foro de ONG de la Conferencia Mundial contra el Racismo celebrada en Sudáfrica en 2001 (Durban I). En el foro, activistas palestinos se reunieron con veteranos antiapartheid que identificaron paralelismos entre Israel y la Sudáfrica del apartheid y recomendaron campañas como las que habían utilizado para derrotar el apartheid. El foro adoptó un documento que contenía muchas ideas que más tarde reaparecerían en el Llamamiento al BDS de 2005; Israel fue proclamado un estado de apartheid que cometió violaciones de los derechos humanos a través de la negación del derecho al retorno de los refugiados palestinos, la ocupación de los territorios palestinos y la discriminación contra los ciudadanos árabes de Israel. En la declaración se recomendaba la imposición de sanciones y embargos amplios contra Israel como medida correctiva.
En marzo de 2002, mientras el ejército israelí volvía a ocupar todas las principales ciudades y pueblos palestinos e imponía toques de queda, un grupo de destacados académicos palestinos publicó una carta en la que pedía ayuda a la «sociedad civil mundial». La carta pedía a los activistas que exigieran a sus gobiernos que suspendieran las relaciones económicas con Israel para detener su campaña de apartheid, ocupación y limpieza étnica. En abril de 2002, Steven y Hilary Rose, profesores de la Open University y la Universidad de Bradford, iniciaron un llamamiento a favor de una moratoria sobre la colaboración académica con instituciones israelíes. Rápidamente acumuló más de 700 firmantes, entre ellos Colin Blakemore y Richard Dawkins, quienes dijeron que ya no podían «en buena conciencia continuar cooperando con las instituciones oficiales israelíes, incluidas las universidades». Iniciativas similares siguieron en el verano.
En agosto, las organizaciones palestinas de los territorios ocupados hicieron un llamamiento a un boicot general de Israel. La mayoría de las declaraciones recordaban las declaraciones hechas en el Foro de ONG el año anterior. En octubre de 2003, un grupo de intelectuales palestinos llamó a boicotear las instituciones académicas israelíes. Los intentos de coordinar los boicots de una manera más estructurada condujeron a la formación de la Campaña Palestina para el Boicot Académico y Cultural a Israel (PACBI) en abril de 2004.
Colin Shindler argumenta que el fracaso del proceso de paz de Oslo creó un vacío político que permitió que lo que había sido una actitud marginal de rechazo hacia Israel entrara en la corriente principal de la extrema izquierda europea en forma de propuestas de boicot.  Rafeef Ziadah también atribuye el BDS al fracaso del proceso de paz. Argumenta que el BDS representa un rechazo al paradigma del proceso de paz de igualar a ambas partes en favor de ver la situación como un conflicto colonial entre una población nativa y un estado colonial apoyado por las potencias occidentales.
Otros argumentan que el BDS debe entenderse en términos de sus supuestas raíces en el boicot de la Liga Árabe a los productos sionistas del Mandato de Palestina. Según el arqueólogo e historiador de la antigüedad Alex Joffe, el BDS no es más que la punta de lanza de un monstruo antioccidental más amplio en el que la dialéctica entre el comunismo y el islam sigue sin resolverse, y tiene antecedentes en la Campaña de Solidaridad con Palestina, la Unión General de Estudiantes Palestinos y la Hermandad Musulmana. Andrew Pessin y Doron Ben-Atar creen que el BDS debe ser visto en un contexto histórico de otros boicots a Israel.

## Filosofía y objetivos
El BDS exige que Israel ponga fin a sus «tres formas de injusticias que infringen el derecho internacional y los derechos palestinos»: Poner fin a la ocupación y colonización de todas las tierras árabes ocupadas en 1967 y desmantelar el Muro; Reconociendo los derechos fundamentales de los ciudadanos árabe-palestinos de Israel a la plena igualdad; y Respetar, proteger y promover los derechos de los refugiados palestinos a regresar a sus hogares y propiedades, tal como se estipula en la Resolución 194 de las Naciones Unidas. Estas demandas, consagradas en una declaración llamada el Llamamiento al BDS, no son negociables para el BDS. El cofundador del movimiento, Omar Barghouti, citando al arzobispo sudafricano Desmond Tutu, ha escrito: «No estoy interesado en recoger migajas de compasión arrojadas de la mesa de alguien que se considera mi amo. Quiero el menú completo de derechos». Barghouti también ha escrito:

Poner fin a los aspectos en gran medida perceptibles de la ocupación israelí mientras se mantiene el control efectivo sobre la mayor parte del territorio palestino ocupado en 1967 «a cambio» de que los palestinos acepten la anexión por parte de Israel de los bloques coloniales más grandes... se ha convertido en la fórmula básica para el llamado arreglo pacífico respaldado por las potencias hegemónicas del mundo y aceptado por un «liderazgo» palestino no elegido, no representativo, sin principios y sin visión. Todo el espectro de partidos sionistas en Israel y sus partidarios en Occidente, con pocas excepciones, aceptan ostensiblemente esta fórmula injusta e ilegal como la «única oferta» sobre la mesa para los palestinos, o bien como el amenazante garrote israelí.

El BDS se ve a sí mismo como un movimiento para todos los palestinos, ya sea que vivan en la diáspora o en la Palestina histórica. El BDS cree que las negociaciones con Israel deben centrarse en «cómo se pueden restaurar los derechos palestinos» y que solo pueden tener lugar después de que Israel haya reconocido estos derechos. Enmarca el conflicto israelo-palestino como entre colonizador y colonizado, entre opresor y oprimido, y rechaza la noción de que ambas partes son igualmente responsables del conflicto.  Por estas razones, el BDS se opone a algunas formas de diálogo entre israelíes y palestinos, que considera contraproducentes.
Según el BDS, «todas las formas de intervención internacional y de pacificación han fracasado hasta ahora», por lo que la comunidad internacional debería imponer medidas punitivas, como amplios boicots e iniciativas de desinversión, contra Israel, como las que se impusieron a Sudáfrica durante el apartheid. El BDS utiliza el marco de «libertad, justicia e igualdad», argumentando que los palestinos tienen derecho a esos derechos como todos los demás. Por lo tanto, es un movimiento antirracista y rechaza todas las formas de racismo, incluidos el antisemitismo y la islamofobia. En términos más generales, el BDS se enmarca como parte de un movimiento social global que desafía la hegemonía neoliberal occidental y lucha contra el racismo, el sexismo, la pobreza y causas similares. Su lucha por los derechos palestinos debe ser vista como una parte pequeña pero crítica de esa lucha, argumenta el BDS.
Israel
El BDS cree que Israel es un Estado de apartheid según la definición de dos tratados internacionales, la Convención Internacional sobre la Represión y el Castigo del Crimen de Apartheid de 1973 y el Estatuto de Roma de la Corte Penal Internacional de 1998. Dice que si bien hay diferencias entre Israel y la Sudáfrica de la era del apartheid, como la falta de leyes explícitas de segregación racial en Israel, los sistemas son fundamentalmente similares. Una de las principales diferencias entre el apartheid sudafricano y el israelí, argumenta el BDS, es que en el primero una minoría blanca dominaba a una minoría negra, pero en Israel, una mayoría judía discrimina a una minoría palestina en Israel y también mantiene a los palestinos bajo ocupación militar. Además, sostiene que el apartheid sudafricano dependía de la mano de obra negra, mientras que el apartheid israelí se basa en los esfuerzos por expulsar a los palestinos del «Gran Israel».
El BDS considera contradictoria la definición legal israelí de sí mismo como un «Estado judío y democrático». Según el BDS, Israel mantiene una fachada de democracia, pero no es ni puede ser una democracia porque es, en palabras de Omar Barghouti, «un Estado colonial».
Los opositores han argumentado que comparar a Israel con el régimen de apartheid de Sudáfrica «demoniza» a Israel y es antisemita. Los partidarios argumentan que no hay nada antisemita en llamar a Israel un estado de apartheid. Para respaldar ese punto de vista, citan a destacados activistas contra el apartheid como Desmond Tutu y el político sudafricano Ronnie Kasrils, quienes han dicho que la situación en Gaza y Cisjordania es «peor» que el apartheid.Eric Goldstein, director ejecutivo interino de la División de Medio Oriente y Norte de África de Human Rights Watch, que no apoya ni condena un boicot, argumenta que la administración Biden probablemente no contrarrestará el intento de la administración Trump de etiquetar el BDS como antisemita. Considera que el movimiento es difamado. En su opinión, «hacer campaña o boicotear únicamente en nombre de los palestinos bajo el dominio israelí no constituye más antisemitismo que hacerlo en nombre de los tibetanos en China es en sí mismo racismo antichino».

#### Derecho de retorno
El BDS exige que Israel permita que los refugiados palestinos desplazados en la guerra de 1948 regresen a lo que hoy es Israel. Según los críticos del BDS, reclamar su derecho al retorno es un intento de destruir a Israel. Si los refugiados regresaban, Israel se convertiría en un estado de mayoría palestina y el dominio judío de Israel estaría en peligro. Argumentan que esto socavaría el derecho del pueblo judío a la autodeterminación y, por lo tanto, llamarlo es una forma de antisemitismo. El ex director de la Liga Antidifamación, Abraham Foxman, lo ha llamado «la destrucción del Estado judío a través de la demografía».
Nadia Abu el-Haj ha escrito que, de hecho, los partidarios del BDS creen que «el Estado israelí no tiene derecho a seguir existiendo como un Estado racial que construye la distinción entre judíos y no judíos en sus leyes de ciudadanía, sus regímenes legales, su sistema educativo, su economía y sus tácticas militares y policiales». Los partidarios del BDS señalan además que el movimiento de liberación palestino siempre ha rechazado la idea de que Israel tiene derecho a existir como un Estado racial. Mientras que el BDS se abstiene deliberadamente de abogar por cualquier resultado político en particular, como una solución de uno o dos Estados, Barghouti argumenta que un Estado judío en la Palestina histórica contraviene los derechos de los palestinos:

Un Estado judío en Palestina, en cualquiera de sus formas, no puede sino contravenir los derechos básicos de la población palestina autóctona y perpetuar un sistema de discriminación racial al que hay que oponerse categóricamente. Del mismo modo que nos opondríamos a un «Estado musulmán» o a un «Estado cristiano» o a cualquier tipo de Estado excluyente, definitivamente, definitivamente, nos oponemos a un Estado judío en cualquier parte de Palestina. Ningún palestino, ningún palestino racional, ni un palestino vendido, aceptará jamás un Estado judío en Palestina. Aceptar a los judíos-israelíes de hoy en día como ciudadanos iguales y socios plenos en la construcción y el desarrollo de una nueva sociedad compartida, libre de toda subyugación y discriminación colonial, como se pide en el modelo de Estado democrático, es la oferta más magnánima y racional que cualquier población indígena oprimida puede presentar a sus opresores. Así que no pidas más.

Norman Finkelstein, un firme partidario de la solución de dos Estados, ha criticado al BDS en este tema. Al igual que Foxman, Finkelstein cree que el BDS busca acabar con Israel a través de la demografía, algo que él cree que Israel nunca aceptará. Por lo tanto, considera que el BDS es una «secta tonta, infantil y deshonesta» porque no declara explícitamente que su objetivo es acabar con Israel y porque, según él, ese objetivo no es realista y no se puede encontrar un amplio apoyo público para el retorno de los refugiados. Aun así, cree que las tácticas, los boicots, la desinversión y las sanciones del BDS son correctas.

#### Crítica al sionismo liberal
El BDS critica a los sionistas liberales que se oponen a la ocupación, pero también al derecho al retorno de los refugiados palestinos. Según los sionistas liberales, tanto los sionistas de derecha como el BDS corren el riesgo de «destruir a Israel», definido como convertir a Israel en un Estado de mayoría palestina, el BDS al exigir la igualdad de ciudadanía para los árabes-palestinos y el derecho al retorno de los refugiados palestinos y los sionistas de derecha al insistir en la construcción de más asentamientos, lo que finalmente haría imposible una solución de dos Estados.
Con la solución de dos Estados fuera de la mesa, Israel tendría que conceder la ciudadanía a los palestinos que viven bajo la ocupación, destruyendo así a Israel o convertirse en un Estado de apartheid. Los sionistas liberales consideran que el apartheid es repugnante y se oponen al apartheid en Israel por lo que proponen un boicot limitado a los asentamientos israelíes de Cisjordania para presionar al gobierno israelí para que deje de construir asentamientos. Peter Beinart propuso en 2012 un «BDS sionista» que abogaría por la desinversión de los asentamientos israelíes en Cisjordania, pero se opondría a la desinversión de las empresas israelíes. Esto, argumentó Beinart, legitimaría a Israel y deslegitimaría la ocupación, desafiando así tanto la visión del BDS como la del gobierno israelí.
Los partidarios del BDS sostienen que los sionistas liberales están más preocupados por preservar a Israel como un «Estado judío» que por los derechos humanos. Barghouti afirma que al negar a los refugiados palestinos el derecho al retorno simplemente porque no son judíos, los sionistas liberales se adhieren a los mismos principios racistas sionistas que tratan a los palestinos como una «amenaza demográfica» a la que hay que hacer frente para mantener el carácter de Israel como un Estado colonial, etnocéntrico y de apartheid. Sriram Ananth escribe que el Llamamiento BDS pide a la gente que se oponga sin concesiones a la opresión. En su opinión, los sionistas liberales no lo han hecho al no respaldar el Llamamiento al BDS.

#### Normalización
El BDS describe la «normalización» como un proceso por el cual los palestinos se ven obligados a dejar de resistir y a aceptar su subyugación. El BDS lo equipara a una «colonización de la mente», por la cual el oprimido llega a creer que la realidad del opresor es la única realidad y que la opresión es un hecho de la vida. El BDS se opone a la normalización como medio para resistir a la opresión.
La normalización, dice el BDS, puede surgir cuando israelíes y palestinos en los territorios ocupados se reúnan sin que la parte israelí reconozca las injusticias fundamentales que Israel inflige a los palestinos, lo que corresponde a las tres demandas del BDS. El BDS lo llama «coexistencia» y argumenta que alimenta la complacencia y privilegia al opresor a expensas de los oprimidos. En cambio, el BDS fomenta la «co-resistencia», donde «israelíes judíos anticoloniales» y palestinos se unen para luchar contra las injusticias que afligen a los palestinos. El BDS denuncia los proyectos de diálogo que unen a palestinos e israelíes sin abordar la lucha por los derechos palestinos. Tales proyectos, afirma, «sirven para privilegiar la coexistencia opresiva a costa de la co-resistencia», independientemente de sus intenciones. También denuncia proyectos que retratan la relación entre israelíes y palestinos como simétrica.
Un ejemplo de un proyecto que el BDS denuncia es OneVoice, una organización conjunta palestino-israelí orientada a la juventud que reúne a israelíes y palestinos bajo el lema de poner fin a la ocupación y establecer un Estado palestino. Dado que OneVoice no se preocupa ni por el apartheid israelí ni por los derechos de los refugiados palestinos, el BDS concluye que sirve para normalizar la opresión y la injusticia.
Los críticos de la «anti-normalización» se preguntan retóricamente cómo se supone que el BDS va a ganarse los corazones y las mentes de los judíos israelíes no convencidos si una condición previa para el diálogo es que primero se comprometan con los principios del BDS. Creen que el diálogo entre israelíes y palestinos puede convencer a los judíos israelíes de que las demandas del BDS son justas. Barghouti sostiene que la «industria de la paz», las numerosas iniciativas de diálogo lanzadas en la década de 1990 tras los Acuerdos de Oslo, no han ayudado en absoluto a los palestinos porque se basan en la idea de que el conflicto es entre dos iguales, en lugar de que un grupo oprima a otro. Cree que el diálogo debe basarse en la libertad, la igualdad, la democracia y el fin de la injusticia, o de lo contrario es, en el mejor de los casos, una forma de negociación entre una parte más fuerte y otra más débil.

## Fundación y organización
El BDS se fundó un año después de que la Corte Internacional de Justicia dictaminara que la barrera de Cisjordania era ilegal. El BDS fue fundado el 9 de julio de 2005, en el primer aniversario de la opinión consultiva de la Corte Internacional de Justicia en la que se declaró que la barrera de Cisjordania era una violación del derecho internacional.  Las organizaciones no gubernamentales (ONG) palestinas que representan a todos los aspectos de la sociedad civil palestina adoptaron el Llamamiento al BDS.
El Comité Nacional Palestino de BDS (BNC, por sus siglas en inglés) se estableció en la primera conferencia palestina de BDS en Ramala en noviembre de 2007 y en 2008 se convirtió en el órgano coordinador del BDS. Todos los miembros del BNC son organizaciones palestinas. A partir de 2020 cuenta con 29 miembros. El BNC incluye una asamblea general con representantes de cada miembro del BNC, y una secretaría de 11 escaños elegidos cada dos años que gobierna el BNC. La asamblea general se reúne aproximadamente cada tres meses, mientras que la secretaría se encarga de la toma de decisiones diaria. Mahmoud Nawajaa es el coordinador general del BNC y Alys Samson Estapé es la coordinadora para Europa.
Un precursor del BDS es la Campaña Palestina para el Boicot Académico y Cultural a Israel (PACBI, por sus siglas en inglés), que fue fundada en abril de 2004 en Ramalla con Barghouti como miembro fundador del comité. PACBI encabezó la campaña para el boicot académico y cultural de Israel. Desde entonces se ha integrado en el movimiento BDS más amplio. La rama estadounidense de PACBI, la Asociación de Estados Unidos para el Boicot Académico y Cultural a Israel (USACBI, por sus siglas en inglés), fue fundada en 2009. El movimiento global BDS es, por diseño, altamente descentralizado e independiente. Esto ha permitido que miles de organizaciones y grupos formen parte de ella, algunos de los cuales son los principales socios del BNC. En Israel, algunos grupos radicales más establecidos, como Women in Black, Israeli Committee Against House Demolitions (ICAHD), Alternative Information Center (AIC) y New Profile emitieron inicialmente declaraciones de apoyo al boicot. Boycott from Within a menudo utiliza actuaciones creativas para mostrar su apoyo al boicot y el grupo de investigación Who Profits suministra al BDS información sobre empresas cómplices de la ocupación israelí.
En los campus de Estados Unidos, Canadá y Nueva Zelanda, la organización estudiantil Estudiantes por la Justicia en Palestina (SJP, por sus siglas en inglés) apoya el BDS. Según el organismo de coordinación estadounidense, Estudiantes por la Justicia en Palestina tenía alrededor de 200 capítulos en los EE. UU. en 2018. La organización activista de izquierda Jewish Voice for Peace (JVP) aboga por el BDS entre los judíos estadounidenses. Además, los partidos políticos, los sindicatos y otras ONG han respaldado el Llamamiento al BDS.

## Actividades

### Campañas
Además de las campañas enumeradas en esta sección, una serie de campañas locales han sido creadas por grupos afiliados al BDS y respaldadas por el movimiento, incluida la campaña Stolen Beauty de Code Pink lanzada en 2009 contra el fabricante israelí de cosméticos Ahava, una campaña australiana contra Max Brenner, cuya empresa matriz, el Grupo Strauss, envió paquetes de ayuda a los soldados israelíes. y una campaña del grupo Vermonters for Justice in Palestine (VTJP, anteriormente conocido como Vermonters for a Just Peace in Israel/Palestine) contra el fabricante de helados Ben & Jerry's por sus ventas de helados en los asentamientos israelíes.
En junio de 2021, VTJP pidió a Ben & Jerry's que «pusiera fin a la complicidad en la ocupación israelí y a los abusos de los derechos humanos palestinos». VTJP se describe a sí mismo como «un firme partidario de la... Campaña [BDS]». El 19 de julio de 2021, el CEO de Ben & Jerry's anunció el fin de las ventas de helados en los asentamientos israelíes en Cisjordania: «Aunque Ben & Jerry's ya no se venderá en los Territorios Palestinos Ocupados, permaneceremos en Israel a través de un acuerdo diferente». La Junta Directiva Independiente de Ben & Jerry's se quejó de que la decisión había sido tomada por el CEO y Unilever sin su aprobación. El ministro de Relaciones Exteriores israelí, Yair Lapid, dijo: «Más de 30 Estados de Estados Unidos han aprobado leyes contra el BDS en los últimos años. Planeo pedirles a cada uno de ellos que hagan cumplir estas leyes contra Ben & Jerry's», y calificó la decisión como «una capitulación vergonzosa ante el antisemitismo, el BDS y todo lo malo en el discurso antiisraelí y antijudío».

#### Descarrilar Veolia y Alstom (2008-presente)
Desde noviembre de 2008, el BDS ha hecho campaña contra los conglomerados multinacionales franceses Veolia y Alstom por su participación en el Tren Ligero de Jerusalén porque atraviesa las partes de Jerusalén Este ocupadas por Israel. Según el BDS, el boicot le había costado a Veolia una estimación de 20 mil millones de dólares en 2015. En 2015 Veolia vendió su inversión final en Israel, una participación del 5% en CityPass, propiedad de su subsidiaria Transdev. El BDS atribuyó la venta masiva a su campaña pero Richard Dujardin, miembro del comité ejecutivo de Transdev, dijo: «No diré que es agradable ser perseguido por personas que dicen que no somos buenos todo el tiempo, pero en realidad fue una decisión comercial». Posteriormente, la empresa española Construcciones y Auxiliar de Ferrocarril (CAF) y su socia israelí Shapir se hicieron cargo de la gestión y ampliación de las líneas Roja y Verde  y se sigue haciendo campaña contra esas empresas.

#### Stop G4S - Asegurar elapartheidisraelí (2012-presente)
Desde 2012, BDS ha hecho campaña contra G4S, la compañía de seguridad más grande del mundo, para que desinvierta en Israel. Como resultado, G4S ha sido blanco de muchos grupos que apoyan el BDS, incluidos Who Profits?, Addameer, Jews for Justice in Palestine y Tadamon!.  La primera victoria de la campaña se produjo en octubre de 2011, cuando el consejo estudiantil de la Asociación de Estudiantes de la Universidad de Edimburgo adoptó una moción para prohibir a G4S en el campus. En abril de 2012, el Parlamento Europeo se negó a renovar su contrato con G4S, citando la participación de G4S en violaciones del derecho internacional. En 2014, la Fundación Gates vendió su participación de 170 millones de dólares en G4S, una medida que los activistas del BDS atribuyeron a su campaña.
Ese mismo año, los activistas agradecieron a los funcionarios del condado de Durham, Carolina del Norte, por rescindir su contrato con G4S, aunque no estaba claro que la campaña de BDS fuera la causa. En febrero de 2016, la cadena internacional de restaurantes Crepes & Waffles rescindió sus contratos de transporte de seguridad con G4S. G4S vendió su filial israelí G4S Israel en 2016, pero el BDS sigue haciendo campaña contra G4S porque mantiene una participación del 50% en Policity, un centro de entrenamiento de la policía israelí con presencia dentro de las prisiones israelíes donde están detenidos miles de palestinos.

#### Woolworths (2014-2016)
BDS Sudáfrica emprendió una campaña de boicot contra la cadena minorista sudafricana Woolworths en 2014 por sus relaciones comerciales con Israel. Fue el primer boicot integral de los consumidores a un minorista sudafricano desde 1994. La campaña utilizó el hashtag de Twitter #BoycottWoolworths que rápidamente se convirtió en uno de los hashtags más populares en Twitter sudafricano. La campaña atrajo la atención de los medios internacionales y fue cubierta por The New York Times, Rolling Stone y Al-Jazeera. Los activistas organizaron flashmobs, simulacros de muerte y colocaron calcomanías de «Boicot al apartheid israelí» en la mercancía israelí de Woolworths, todo lo cual publicaron en las redes sociales. Se alentó a los consumidores a escribir a los gerentes de las tiendas de la compañía cuestionando el almacenamiento de productos israelíes.
La campaña terminó a mediados de 2016 cuando Woolworth informó a su junta general anual que ya no compraría productos israelíes de los territorios ocupados.

#### Boicot a HP (2016-presente)
El BDS lleva a cabo una campaña de boicot contra las dos sucesoras de la multinacional de tecnología de la información Hewlett-Packard, HP Inc. y Hewlett Packard Enterprise, a las que acusa de ser cómplices de «la ocupación, el colonialismo y el régimen de apartheid de Israel». Según la campaña, HP suministra a Israel un sistema de tarjetas de identificación biométricas utilizado para restringir la libertad de movimiento de los palestinos y proporciona servidores para el Servicio de Prisiones de Israel.
En abril de 2019, la Federatie Nederlandse Vakbeweging, el sindicato más grande de los Países Bajos, retiró a HP en su oferta a sus miembros. Según un portavoz de la campaña de boicot a HP, el sindicato solía ofrecer un descuento del 15% en los productos de HP y esto ya no sería así. En junio de 2019, Unite, el segundo sindicato más grande del Reino Unido, se unió al boicot contra HP.

#### Orange (2016–presente)
En enero de 2016, el operador de telecomunicaciones francés Orange abandonó su acuerdo de licencia con su operador móvil israelí, Partner Communications. Según el BDS, el acuerdo fue el resultado de su campaña de seis años por parte de sindicatos y activistas en Francia, Egipto, Túnez y Marruecos.

#### AXA Divest (2016-presente)
La multinacional francesa de seguros AXA ha sido desde 2016 objeto de una campaña que le insta a desinvertir en el fabricante de armas israelí Elbit Systems y en cinco importantes bancos israelíes. AXA tiene, según BDS, una política de inversión responsable que le prohíbe invertir, entre otras cosas, en fabricantes de bombas de racimo, y Elbit Systems fabrica bombas de racimo. Según un informe del organismo de control de la responsabilidad corporativa SumOfUs, la participación de AXA en la ocupación israelí podría exponerla a un proceso penal.

#### Red Card Israel (2016-presente)
Red Card Israel es la campaña de BDS para expulsar a Israel de la FIFA debido a presuntas violaciones contra el fútbol palestino y porque varios equipos israelíes de la Cisjordania ocupada por Israel pueden jugar en su liga nacional, la Asociación de Fútbol de Israel. En 2018, obtuvo una victoria cuando la selección nacional de fútbol de Argentina canceló un próximo partido amistoso en Jerusalén.

#### Puma (2018-presente)
En julio de 2018, el fabricante de ropa deportiva Puma firmó un acuerdo de patrocinio por un año con la Asociación de Fútbol de Israel (IFA). La IFA incluye seis clubes de fútbol con sede en asentamientos israelíes. BDS escribió una carta abierta firmada por más de 200 clubes deportivos palestinos instando a la marca a poner fin a su patrocinio de equipos en los asentamientos. El fabricante de ropa deportiva no lo hizo, por lo que BDS lanzó una campaña de boicot bajo el lema «Give Puma the Boot».
En octubre de 2019, activistas colocaron carteles no autorizados en el metro de Londres instando a la gente a boicotear a Puma. Transport for London dijo que estaba publicando volantes y que tomaría medidas de inmediato contra los carteles. En febrero de 2020, la universidad más grande de Malasia, la Universiti Teknologi MARA, anunció que pondría fin a su acuerdo de patrocinio con Puma debido a su participación en Israel.

#### Boicot a Eurovisión 2019 (2018-2019)
El BDS intentó que los artistas boicotearan el Festival de la Canción de Eurovisión 2019 porque se celebró en Israel. El BDS acusó a Israel de utilizar Eurovisión para blanquear y distraer la atención de los presuntos crímenes de guerra contra los palestinos. También acusó a Israel de pinkwashing, debido a la popularidad de Eurovisión entre los fans LGBTQ. Aunque ninguno de los actos programados para aparecer se retiró, los activistas consideraron que los esfuerzos fueron exitosos debido a la cobertura mediática generada.
La estrella del pop estadounidense Madonna fue una de las artistas a las que BDS instó a cancelar su aparición en Eurovisión. Roger Waters, de Pink Floyd, también intentó que cancelara, diciendo que «normaliza la ocupación, el apartheid, la limpieza étnica, el encarcelamiento de niños, la matanza de manifestantes desarmados».  Madonna se negó, diciendo que no «dejaría de tocar música para adaptarse a la agenda política de alguien» ni «dejaría de hablar en contra de las violaciones de los derechos humanos en cualquier parte del mundo en que se encuentren».
En septiembre de 2018, 140 artistas (incluidos seis israelíes) firmaron una carta abierta en apoyo del boicot a Eurovisión. En respuesta a los llamamientos al boicot, más de 100 celebridades, incluido el actor inglés Stephen Fry, firmaron una declaración contra el boicot a Eurovisión en Israel: «Creemos que el movimiento de boicot cultural es una afrenta tanto a los palestinos como a los israelíes que trabajan para promover la paz a través del compromiso, el intercambio y el reconocimiento mutuo»
Hatari, la banda que representó a Islandia en el concurso, levantó pancartas palestinas frente a las cámaras en la final del evento, desafiando las reglas de la UER contra los gestos políticos. El BDS no se apaciguó: «Los artistas que insisten en cruzar la línea de piquetes del boicot palestino, tocando en Tel Aviv desafiando nuestros llamamientos, no pueden compensar el daño que hacen a nuestra lucha por los derechos humanos 'equilibrando' su acto cómplice con algún proyecto con los palestinos. La sociedad civil palestina rechaza abrumadoramente esta hoja de parra», dijo.

### Resoluciones de desinversión en universidades de EE.UU.
En América del Norte, muchas universidades públicas y privadas tienen grandes participaciones financieras. Por lo tanto, los activistas del BDS en el campus han organizado campañas pidiendo a las universidades que desinviertan en las empresas cómplices de la ocupación. Estas campañas a menudo giran en torno a los intentos de aprobar resoluciones de desinversión en el gobierno estudiantil de la escuela. Si bien pocas universidades han atendido el llamado a desinvertir, los activistas creen que las resoluciones son simbólicamente importantes. Las discusiones sobre la desinversión estimulan el interés de todo el campus en el BDS, que los organizadores del movimiento utilizan en su beneficio para abogar por una causa desconocida.
En 2009 Hampshire College se convirtió en la primera universidad estadounidense en desinvertir en empresas que se beneficiaban de la ocupación israelí, ya que su junta directiva votó a favor de vender sus acciones en Caterpillar Inc., Terex, Motorola, ITT, General Electric y United Technologies. El presidente de Hampshire dijo que la campaña de SJP provocó la decisión, pero los miembros de la junta directiva lo negaron.
En 2010, el Senado Estudiantil de la Universidad de California en Berkeley aprobó una resolución en la que pedía a la universidad que desinvirtiera en empresas que hicieran negocios con Israel. La resolución fue vetada por el presidente del Cuerpo Estudiantil, quien dijo que era «un ataque simbólico a una comunidad específica».En 2013, se aprobó otro proyecto de ley de desinversión, pero la universidad declaró que no desinvertiría.
Muchas campañas de desinversión comenzaron a principios de la década de 2000, años antes de que se fundara el BDS. En algunos casos, les ha llevado más de una década conseguir que se aprueben las resoluciones. Por ejemplo, en la Universidad de Michigan, un grupo estudiantil llamado Students Allied for Freedom and Equality (SAFE) comenzó a hacer campaña por una resolución de desinversión en 2002. Se planteó por undécima vez en 2017 y fue aprobada por 23 votos a favor, 17 en contra y cinco abstenciones. Según se informa, la audiencia sobre la resolución fue la más larga en la historia del gobierno estudiantil. En diciembre, la Junta de Regentes de la universidad rechazó la resolución, afirmando que «nos oponemos firmemente a cualquier acción que implique el boicot, la desinversión o la sanción de Israel».
En 2002, los estudiantes de la Universidad de Columbia comenzaron a promover una resolución de desinversión; la resolución pedía a la universidad «boicotear y desinvertir en empresas que se beneficien o participen en los actos del Estado de Israel hacia los palestinos». Colombia rechazó la resolución; al explicar esta decisión, el presidente Lee Bollinger escribió que Columbia «no debería cambiar sus políticas de inversión sobre la base de puntos de vista particulares sobre un tema político complejo, especialmente cuando no hay consenso en toda la comunidad universitaria sobre ese tema» y que las cuestiones de desinversión serían resueltas por el Comité Asesor de la universidad.
En 2019, la Universidad de Brown se convirtió en la primera universidad de la Ivy League cuyo gobierno estudiantil aprobó una resolución de desinversión no vinculante, con el 69% de los estudiantes (que representan el 27,5% del cuerpo estudiantil) votando a favor y el 31% en contra. Brown rechazó la resolución; Al explicar esta decisión, la presidenta Christina Paxson escribió: «La misión de Brown es promover el conocimiento y la comprensión a través de la investigación, el análisis y el debate. Su papel no es tomar partido en cuestiones geopolíticas controvertidas».
Sin embargo, el 9 de marzo de 2020, el Comité Asesor sobre Responsabilidad Corporativa en Políticas de Inversión de la universidad confirmó una recomendación oficial a Paxson y a la corporación, el máximo órgano de gobierno de la universidad, de desinvertir en «cualquier empresa que se beneficie de la ocupación israelí de tierras palestinas» y se refirió a la lista de posibles criterios para la desinversión del Consejo de Derechos Humanos de las Naciones Unidas contenida en un informe sobre la Lista de empresas que operan en los asentamientos de Cisjordania.
Los opositores al BDS a menudo se centran en la supuesta división que causan los debates sobre las resoluciones de desinversión. Según Nelson, el principal efecto que tienen las resoluciones de desinversión es la promoción de un sentimiento antiisraelí (y a veces antisemita) dentro de los cuerpos estudiantiles, la facultad y los departamentos académicos.
Algunos opositores argumentan que los activistas que promueven resoluciones de desinversión a menudo hacen trampa u operan clandestinamente. Afirman que las resoluciones a menudo se emiten con un mínimo de antelación, sin dar tiempo a la oposición para reaccionar, que los activistas traen a personas ajenas a la opinión o para que voten sobre las resoluciones universitarias, incluso cuando no están autorizadas, y que los activistas cambian el texto de las resoluciones una vez aprobadas. Judea Pearl cree que para los partidarios del BDS es irrelevante si una resolución en particular se aprueba o no, porque el verdadero objetivo es mantener vivo el debate e influir en los futuros responsables políticos para que encuentren fallas en Israel.

### Semana delapartheidisraelí
Los grupos afiliados al BDS celebran eventos conocidos como la Semana del apartheid israelí (IAW, por sus siglas en inglés) en febrero o marzo de cada año. La IAW comenzó en la Universidad de Toronto en 2006, pero desde entonces se ha extendido y en 2014 se llevó a cabo en 250 campus en todo el mundo. La IAW tiene como objetivo aumentar la conciencia pública sobre la historia de los palestinos y la discriminación racial que experimentan, y generar apoyo para el BDS. La IAW permite a los activistas enmarcar el tema como uno de opresión y discriminación racial en lugar de un «conflicto» entre dos bandos iguales. Según los opositores al BDS, la IAW tiene la intención de vincular a Israel con males como el apartheid y el racismo.

### Boicot académico
Las universidades han sido los principales objetivos del movimiento BDS, según el profesor de inglés Cary Nelson, «porque los profesores y los estudiantes pueden apasionarse por la justicia, a veces sin un conocimiento adecuado de los hechos y las consecuencias.... Las universidades también ofrecen la posibilidad de que un pequeño número de activistas del BDS aprovechen el estatus institucional y la reputación para lograr un impacto cultural y político más significativo».El BDS argumenta que existe una estrecha conexión entre las instituciones académicas israelíes y el Estado israelí, incluido su ejército, y que se justifica un boicot académico. Los sistemas de armas modernos y las doctrinas militares utilizadas por el ejército israelí se desarrollan en universidades israelíes que también utilizan un sistema de mérito económico y becas para los estudiantes que sirven en el ejército.Al igual que el boicot cultural liderado por el BDS, el boicot académico se dirige a las instituciones israelíes y no a académicos individuales.
Las actividades que BDS alienta a los académicos a evitar incluyen eventos académicos convocados o copatrocinados por Israel, actividades de investigación y desarrollo que involucran acuerdos de cooperación institucional con universidades israelíes, proyectos que reciben fondos de Israel o sus grupos de presión, discursos y charlas de funcionarios de instituciones académicas israelíes en sedes internacionales, programas de estudios en el extranjero en Israel para estudiantes internacionales y publicar en revistas académicas israelíes o formar parte de los comités de revisión de dichas revistas.

#### Recepción
Miles de académicos, incluido el físico teórico Stephen Hawking,y un gran número de asociaciones académicas y estudiantiles han respaldado el boicot académico contra Israel. Algunos de los patrocinadores estadounidenses son la Asociación de Estudios Americanos (ASA), la Asociación Americana de Antropología, la Asociación de Estudios Asiático-Americanos, la Asociación de Sociología Humanista, la Asociación Nacional de Estudios Chicanos y Chicanos, la Asociación de Estudios Nativos Americanos e Indígenas, la Asociación de Estudios del Medio Oriente, la Asociación Nacional de Estudios de la Mujer junto con docenas de otras asociaciones estudiantiles.
En 2007, el Comité Judío Estadounidense publicó un anuncio en The Times titulado «¿Boicotear las universidades israelíes? ¡Boicoteen también a los nuestros!». Inicialmente fue firmado por 300 rectores de universidades y denunciaba el boicot académico contra Israel. Argumentó que un boicot académico sería «totalmente antitético a los valores fundamentales de la academia, donde no mantendremos el intercambio intelectual como rehén de los desacuerdos políticos del momento». Phil Gasper, escribiendo para la International Socialist Review, argumentó que el anuncio tergiversaba groseramente el argumento que hacen los defensores del boicot y que su caracterización como «desacuerdos políticos del momento» era trivializante.
En diciembre de 2013, ASA se unió al boicot de las instituciones académicas israelíes. Israel es la única nación que la ASA ha boicoteado en los 52 años transcurridos desde su fundación. Judea Pearl arremetió contra el respaldo de la ASA al boicot y escribió que tenía un «carácter no académico».El 23 de marzo de 2022, la Asociación de Estudios de Oriente Medio (MESA, por sus siglas en inglés) votó 768 a 167 a favor de respaldar un boicot académico a las instituciones israelíes por su «complicidad en las violaciones de los derechos humanos y el derecho internacional por parte de Israel a través de su prestación de asistencia directa a las instituciones militares y de inteligencia». MESA cuenta con 2.700 miembros y más de 60 miembros institucionales. En 2014, votó 265 a 79 para permitir que sus miembros apoyaran el BDS. Después de la votación, la Universidad de Brandeis rompió lazos con MESA, citando la «libertad académica».

#### Controversias
En 2018, después de haber accedido previamente a escribir una carta de recomendación para un estudiante, el profesor asociado John Cheney-Lippold de la Universidad de Michigan se negó a escribirla después de descubrir que el estudiante planeaba estudiar en Israel. Después de que los críticos calificaran de antisemita una carta dirigida al estudiante, Cheney-Lippold dijo que apoyaba el BDS por razones de derechos humanos y rechazaba el antisemitismo. Las directrices de PACBI dicen que los profesores «no deben aceptar escribir recomendaciones para los estudiantes que esperan seguir sus estudios en Israel».
58 organizaciones de defensa de los derechos civiles, religiosos y de la educación pidieron a la universidad que sancionara a Cheney-Lippold. Los funcionarios de la universidad pusieron fin a la controversia disciplinando y emitiendo una declaración pública que decía en parte: «Retener cartas de recomendación basadas en opiniones personales no cumple con las expectativas de nuestra universidad de apoyar las aspiraciones académicas de nuestros estudiantes. La conducta que viole esta expectativa y dañe a los estudiantes no será tolerada y será abordada con graves consecuencias. Tales acciones interfieren con las oportunidades de nuestros estudiantes, violan su libertad académica y traicionan la misión educativa de nuestra universidad».

### Boicot cultural
Según PACBI, «las instituciones culturales son parte integrante del andamiaje ideológico e institucional del régimen israelí de ocupación, colonialismo y apartheid contra el pueblo palestino». Por lo tanto, argumentan, Israel debería ser sometido a un boicot cultural como el que se llevó a cabo contra la Sudáfrica de la era del apartheid. Según el BDS, la mayoría de las instituciones culturales israelíes, pero no todas, apoyan «al establishment sionista hegemónico» y, por lo tanto, están implicadas en los crímenes de Israel y deben ser boicoteadas.
El BDS distingue entre individuos e instituciones. A diferencia del boicot cultural contra Sudáfrica, el boicot cultural del BDS no se dirige a individuos. El BDS apoya el derecho a la libertad de expresión y rechaza los boicots basados en la identidad o la opinión. Por lo tanto, los productos culturales israelíes no están per se sujetos al boicot. Pero si una persona representa a Israel, ayuda a sus esfuerzos por «reinventarse» o es comisionada por un organismo oficial israelí, entonces sus actividades están sujetas al boicot institucional que pide el BDS. El BDS también aboga por un boicot a los «proyectos de normalización», que define como:
Las actividades, proyectos, eventos y productos culturales que involucran a palestinos y/u otros árabes por un lado y a israelíes por el otro (ya sean bilaterales o multilaterales) que se basan en la falsa premisa de simetría/paridad entre los opresores y los oprimidos o que asumen que tanto los colonizadores como los colonizados son igualmente responsables del «conflicto» son formas de normalización intelectualmente deshonestas y moralmente reprobables que deben ser boicoteadas.
Los únicos proyectos israelíes-palestinos que el BDS favorece son aquellos en los que el partido israelí reconoce los tres derechos enumerados en el «Llamamiento al BDS» y que también enfatizan la resistencia a la opresión por encima de la coexistencia. El BDS desaconseja encarecidamente la «hoja de parra» por parte de los trabajadores culturales internacionales, es decir, los intentos de «compensar» la participación en eventos israelíes mediante «gestos de equilibrio» que promuevan los derechos palestinos. El BDS argumenta que la hoja de parra contribuye a la falsa percepción de simetría entre el opresor colonial y el colonizado.

#### Recepción
El boicot cultural ha sido apoyado por miles de artistas de todo el mundo, como el músico Roger Waters y la autora estadounidense Alice Walker. En 2015, más de 1.000 artistas británicos se comprometieron a apoyar el boicot, trazando paralelismos con el que se produjo contra el apartheid sudafricano:
Las guerras de Israel también se libran en el frente cultural. Su ejército ataca las instituciones culturales palestinas e impide la libre circulación de los trabajadores culturales. Sus propias compañías de teatro actúan ante el público de los colonos en Cisjordania, y esas mismas compañías recorren el mundo como diplomáticos culturales, en apoyo de la «Marca Israel». Durante el apartheid sudafricano, los músicos anunciaron que no iban a «tocar en Sun City». Ahora decimos, en Tel Aviv, Netanya, Ashkelon o Ariel, que no tocaremos música, no aceptaremos premios, no asistiremos a exposiciones, festivales o conferencias, no impartiremos clases magistrales ni realizaremos talleres hasta que Israel respete el derecho internacional y ponga fin a su opresión colonial de los palestinos.
Muchos artistas no están prestando atención al llamado del BDS a no actuar en Israel, argumentando que: Actuar en un país no es lo mismo que apoyar al gobierno de ese país; Al actuar en Israel, los artistas tienen la oportunidad de decir a los israelíes lo que sienten por su gobierno y eso puede ayudar a traer la paz; Al no actuar en Israel, los artistas cortan los contactos con la comunidad cultural israelí, fuertemente pro-palestina, lo que corre el riesgo de endurecer la oposición a la lucha palestina entre los israelíes; Los partidarios del BDS como Roger Waters y Brian Eno, que instan a otros artistas a no actuar en Israel, están incurriendo en una forma de acoso.

#### Controversias
Los organizadores del festival de música Rototom Sunsplash, de una semana de duración, celebrado en España en 2015, cancelaron la aparición programada del rapero judío estadounidense Matisyahu después de que se negara a firmar una declaración de apoyo a un Estado palestino. Matisyahu dijo que era «espantoso y ofensivo» que se le señalara como el «único artista públicamente judío-estadounidense». Después de las críticas del diario español El País, el gobierno español y las organizaciones judías, los organizadores se disculparon con Matisyahu y lo volvieron a invitar a actuar, diciendo que «cometieron un error, debido al boicot y la campaña de presión, coerción y amenazas empleada por el BDS País Valencià».
En 2017, una organización proisraelí presentó cargos contra ocho miembros del movimiento BDS por su papel en la acción de 2015 contra Matisyahu. El 11 de enero de 2021, el Tribunal de Apelación de Valencia absolvió a los miembros del BDS de los cargos. El tribunal dijo que la acción de los miembros del BDS estaba «protegida por la libertad de expresión y que su intención no era discriminar a Matisyahu porque es judío, sino protestar contra las políticas de Israel».
En julio de 2019, después de que el Open Source Festival de Düsseldorf retirara la invitación del rapero estadounidense Talib Kweli por negarse a denunciar el movimiento BDS, 103 artistas, entre ellos Peter Gabriel, Naomi Klein y Boots Riley, firmaron una carta abierta condenando los intentos de Alemania de imponer restricciones a los artistas que apoyan los derechos palestinos.
En 2019, el parlamento de Alemania emitió una resolución que abogaba contra la financiación de cualquier proyecto que llamara a boicotear a Israel con el argumento de que el movimiento BDS era antisemita. Veinticinco instituciones, entre ellas el Instituto Goethe, la Fundación Federal de Cultura, el Deutsches Theater de Berlín, el Servicio Alemán de Intercambio Académico Artists Exchange, el Berliner Festspiele y el Einstein Forum emitieron una declaración conjunta en 2019, después de intensos debates internos, en la que afirmaban que «las acusaciones de antisemitismo se están utilizando indebidamente para hacer a un lado voces importantes y distorsionar posiciones críticas».
En 2022, más de 30 artistas se retiraron del Festival de Sídney para protestar por un acuerdo de patrocinio de 20.000 dólares con la Embajada de Israel en Australia. El embajador adjunto de Israel en Australia, Ron Gerstenfeld, condenó la «campaña antisemita» y «agresiva» del movimiento BDS contra los artistas.

## Impacto

### Económico
En junio de 2015, un estudio de RAND Corporation estimó que una campaña exitosa de BDS contra Israel podría costar a la economía israelí un acumulado de 47.000 millones de dólares en diez años. La cifra se basó en un modelo que examinó boicots internacionales anteriores; el informe señaló que hacer una evaluación de los efectos económicos del BDS es difícil porque la evidencia de la efectividad de las sanciones es mixta. Un informe filtrado del gobierno israelí estimó unos más modestos 1.400 millones de dólares al año.
Andrew Pessin y Doron Ben-Atar han argumentado que, dado que el producto interno bruto de Israel casi se duplicó entre 2006 y 2015 y la inversión extranjera en Israel se triplicó durante el mismo período, el BDS no ha tenido un impacto significativo en la economía de Israel. Un informe de la Knesset israelí de 2015 concluyó que el BDS no tuvo un impacto perceptible en Israel a pesar de la vulnerabilidad de su economía dependiente de las exportaciones a tal campaña, y que las exportaciones a Europa se habían duplicado desde el lanzamiento del movimiento.
Adam Reuter, de la casa de inversión israelí Reuter Meydan y fundador de la firma de gestión de riesgos financieros Financial Immunities, ha argumentado que los boicots a los bienes de consumo son ineficaces porque el 95% de las exportaciones de Israel son de empresa a empresa. En 2018, Reuter escribió que un estudio de años de duración sobre los efectos del movimiento BDS en la economía israelí por parte de las inmunidades financieras que comenzó en 2010 calculó que la proporción de daño económico a Israel era del 0,004%. Como parte del estudio, se preguntó a los gerentes de las empresas israelíes sobre cuánto daño económico habían sufrido, y solo el 0,75% de las empresas informaron de algún daño económico identificable. La tasa de daños de todos ellos fue inferior al 10% de su facturación, la mayoría de los cuales tuvieron lugar durante la guerra de Gaza de 2014.
Sin embargo, dos organizaciones desinvirtieron en Israel en 2014: el fondo de pensiones estatal de Luxemburgo, FDC, excluyó a ocho grandes empresas israelíes, entre ellas Bank Hapoalim, Bank Leumi, AFI Group y la empresa estadounidense Motorola Solutions como parte de su programa de inversiones socialmente responsables, y la YMCA-YWCA de Noruega anunció que apoyaría un «amplio boicot económico de bienes y servicios de Israel y los asentamientos israelíes».

### No económico
Según el columnista de Haaretz y estudiante de la Universidad de Brown, Jared Samilow, el impacto más significativo del BDS es el costo social que supone para los judíos que viven fuera de Israel. Al revisar cuatro listas de logros publicadas por el movimiento BDS entre julio de 2017 y diciembre de 2018, el analista Amin Prager concluyó que, con algunas excepciones, el impacto fue limitado, pero que el mayor efecto potencial del BDS surge de su objetivo a largo plazo de influir en el discurso sobre la legitimidad y la posición internacional de Israel.
En noviembre de 2020, el columnista de Haaretz, Anshel Pfeffer, escribió que el BDS fue un fracaso total en términos económicos y sirvió principalmente como una herramienta útil de la derecha israelí. Citando el aumento del comercio exterior y las relaciones que Israel experimentó desde 2005, incluidos los acuerdos de normalización con los países árabes del Golfo, Pfeffer calificó al BDS como «la campaña más fracasada, sobrevalorada y exagerada de las dos primeras décadas del siglo XXI» y un «credo menor en las guerras culturales e identitarias en la sombra en Internet y un pequeño puñado de campus en Occidente», escribiendo que «fracasó en todos los frentes, con la pequeña excepción de intimidar a un puñado de cantantes y académicos para que no participaran en conciertos o conferencias en Israel». Afirmó que la derecha israelí estaba «ansiosa por mantener vivo el fantasma de la amenaza del movimiento para tratar de mantener una mentalidad de asedio entre la población israelí».

## Esfuerzos para contrarrestar el BDS
El cabildeo israelí considera que el BDS es una «amenaza existencial» para Israel, y ha organizado una contracampaña para oponerse al BDS, apoyándose en estrategias de difamación, intimidación y lawfare.
Se han creado varios grupos específicamente para combatir el BDS. En 2010, las Federaciones Judías de América del Norte y el Consejo Judío para Asuntos Públicos crearon la Red de Acción de Israel (IAN, por sus siglas en inglés) con una promesa de 6 millones de dólares. En junio de 2015, los megadonantes proisraelíes Sheldon Adelson y Haim Saban celebraron una reunión con representantes de 50 organizaciones judías, recaudando 50 millones de dólares para luchar contra el BDS en los campus estadounidenses. El mismo año, se creó el Grupo de Trabajo Macabeo, dirigido por David Brog, con la misión de «garantizar que aquellos que buscan deslegitimar a Israel y demonizar al pueblo judío sean confrontados, combatidos y derrotados». Creative Campaign for Peace dice que apoya e informa a los artistas programados para tocar en Israel, alegando que solo tiene que «dar los hechos».

### En el ámbito académico
Una táctica utilizada para silenciar a los activistas en el mundo académico es la creación de listas negras. Esto puede hacer que los estudiantes y profesores no titulares, que se preocupan por las represalias y la publicidad negativa, se abstengan del activismo. La lista negra más conocida es el sitio web anónimo Canary Mission, que publica fotos e información personal sobre estudiantes y profesores que promueven el BDS. El sitio web ha amenazado con enviar los nombres de los estudiantes a los posibles empleados. Según The Intercept, el sitio web ha dificultado que los activistas organicen actividades porque a la gente le preocupa que terminen en él. Los activistas que figuran en el sitio han denunciado haber recibido amenazas de muerte.
Otra lista negra fue la ya desaparecida outlawbds.com, operada por la agencia de inteligencia privada israelí Psy-Group. Envió correos electrónicos amenazantes a activistas del BDS en Nueva York, advirtiéndoles de que habían sido identificados como «promotores del BDS». Muchos activistas han intentado desactivar el efecto escalofriante de las listas negras tratando la inclusión en las listas negras como una insignia de honor o intentando incluirse en la lista negra. Los operadores de las listas negras suelen ser anónimos. Según la investigación de The Forward, la lista negra «SJP Uncovered» fue financiada por la Coalición Israel en el Campus.
Según Haaretz, la Misión Canaria fue financiada por la Federación de la Comunidad Judía de San Francisco y la Fundación de la Comunidad Judía de Los Ángeles, y operada por la organización israelí sin fines de lucro Megamot Shalom.

### Leyes y resoluciones contra el BDS
En respuesta al BDS, varias legislaturas han aprobado leyes diseñadas para impedir que personas y organizaciones boicoteen a Israel y los bienes de los asentamientos israelíes. Los defensores de tales leyes dicen que son necesarias porque el BDS es una forma de antisemitismo. Después de la aprobación de estas leyes, los residentes de Dickinson, Texas, descubrieron que tenían que certificar que no boicotearían a Israel para calificar para recibir alivio por los daños causados por el huracán Harvey; una profesora de matemáticas en Kansas tuvo que comprometerse a no boicotear a Israel como condición para que se le pagara su salario estatal; y se le pidió a un periódico de Arkansas que firmara un compromiso contra el boicot para que se le pagara por la publicidad que publicó para la Universidad Estatal de Arkansas.
David Kaye, relator especial de la ONU sobre la promoción y protección del derecho a la libertad de opinión y de expresión, ha dicho que los boicots se han considerado durante mucho tiempo como una forma legítima de expresión, que dicha legislación contra el BDS parece «reprimir un punto de vista político particular» al tiempo que no cumple con los criterios legales internacionales para las «restricciones permisibles a la expresión» en la medida en que estas leyes contradicen el artículo 19(2) del Pacto Internacional de Derechos Civiles y Políticos (PIDCP), un pacto del que Estados Unidos es signatario.
En Estados Unidos se han aprobado leyes contra el BDS. Se han introducido dos leyes federales, la Ley Antiboicot a Israel de 2017 y la Ley de Lucha contra el BDS de 2019, ambas destinadas a privar a las entidades que participan en boicots a Israel de los contratos del gobierno. En varios estados, estas leyes han sido impugnadas por motivos de la Primera Enmienda por violar la libertad de expresión de los ciudadanos. Los partidarios de los estatutos anti-BDS argumentan que los boicots son una actividad económica, no un discurso, y que las leyes que prohíben los contratos gubernamentales con grupos que boicotean a Israel son similares a otras leyes antidiscriminatorias que han sido confirmadas como constitucionales en virtud de la Cláusula de Comercio.
Los opositores, como la Unión Estadounidense por las Libertades Civiles (ACLU, por sus siglas en inglés), sostienen que las leyes no son análogas a la legislación contra la discriminación porque solo apuntan a los boicots a Israel. Texas, Kansas y Arizona han modificado sus leyes anti-BDS en respuesta a demandas. En una encuesta de temas críticos de la Universidad de Maryland de 2022, el 68% de los encuestados dijo que se oponía a las leyes que penalizaban los boicots a Israel. Israel ha promulgado dos leyes anti-BDS: una en 2011 que criminaliza los llamamientos a boicotear a Israel, y otra en 2017 que prohíbe a los extranjeros que pidan tales boicots entrar en Israel o sus asentamientos. En 2019, Israel causó cierta controversia al negar la entrada a dos representantes estadounidenses que apoyaban el BDS, Rashida Tlaib e Ilhan Omar.

### Contramedidas de Israel
De 2016 a 2019, Israel asignó más de 100 millones de dólares en fondos para contrarrestar el BDS, que considera una amenaza estratégica. En 2016, el embajador de Israel ante la ONU, Danny Danon, declaró que Israel estaba en muchos países «por lo que simplemente será ilegal boicotear a Israel». En 2020, se reveló que un grupo de presión financiado por el Estado israelí había sido fundamental para impulsar leyes anti-BDS en muchos estados de EE. UU.
En 2018, se adoptó un nuevo código de ética para las universidades israelíes. El código prohíbe a los profesores llamar o participar en boicots a Israel. En 2010, el think tank israelí Reut Institute presentó un documento, «El desafío de la deslegitimación: crear un cortafuegos político», en la influyente Conferencia de Herzliya. Recomendó reclutar agencias de inteligencia para atacar y sabotear lo que creía que eran «centros» internacionales del movimiento en Londres, Madrid, Toronto y otras ciudades. En un documento relacionado, el grupo de expertos pidió a los defensores proisraelíes que «sacaran, nombraran y avergonzaran» a los críticos de Israel y que «los incriminaran... como anti-paz, antisemitas o proveedores deshonestos de doble rasero».
En un informe filtrado de 2017, «El asalto a la legitimidad de Israel: la frustrante pregunta 20X: ¿Por qué sigue creciendo?», Reut recomendó hacer una distinción entre los «instigadores» antisionistas incondicionales y la «larga cola»: personas que critican a Israel pero no buscan su «eliminación». Los instigadores deben ser «tratados sin concesiones, públicamente o encubiertamente», afirma el informe, pero la larga cola debe ser ganada por la persuasión, ya que un enfoque de mano dura correría el riesgo de acercarlos al «campo antiisraelí».

### Ministerio de Asuntos Estratégicos
En Israel, la contracampaña está dirigida por el Ministerio de Asuntos Estratégicos. En 2015, el primer ministro israelí Benjamin Netanyahu anunció que el ministerio recibiría más de 100 millones de shekels, así como diez empleados para luchar contra el BDS. Algunos de los fondos se han utilizado para comprar espacio en la prensa israelí para promover su mensaje anti-BDS.
En junio de 2016, Haaretz informó que el ministerio iba a establecer una unidad de «trucos sucios» para «establecer, contratar o tentar a organizaciones sin fines de lucro o grupos no asociados con Israel, con el fin de difundir» información negativa sobre los partidarios del BDS. La noticia llegó inmediatamente después de un informe de que los esfuerzos de Israel para luchar contra el BDS habían sido ineficaces, en parte porque la responsabilidad había sido transferida al Ministerio de Asuntos Estratégicos desde el Ministerio de Relaciones Exteriores. «A pesar de recibir una autoridad ampliada en 2013 para dirigir la campaña del gobierno contra los esfuerzos de deslegitimación y boicot contra Israel, el Ministerio de Asuntos Estratégicos no hizo pleno uso de su presupuesto y no tuvo logros significativos en esta área», dice Haaretz citando el informe. «En 2015 todavía no cumplió con sus planes de trabajo». En 2017, el gabinete asignó 128 millones de shekels durante tres años para una empresa de fachada, pero solo gastó 13 millones con poco que mostrar en términos de resultados.
El 21 de marzo de 2017, el ministro de Asuntos Estratégicos, Gilad Erdan, anunció un plan para crear una base de datos de ciudadanos israelíes que apoyan el BDS. La base de datos se compilaría utilizando fuentes abiertas como Facebook y publicaciones en redes sociales. El fiscal general Avichai Mandelblit se opuso, diciendo que solo la policía secreta israelí, Shin Bet, tiene la autoridad para monitorear a los ciudadanos de esa manera. Ayman Odeh, miembro árabe israelí de la Knesset, criticó la idea, diciendo que el gobierno temía una lucha no violenta contra la ocupación.
En 2019, el ministerio anunció que su campaña económica contra el BDS había cerrado 30 cuentas financieras de grupos promotores del BDS. En octubre de 2020, la revista +972 informó de que el Ministerio de Asuntos Estratégicos pagó a The Jerusalem Post más de 100.000 NIS en 2019 para publicar un suplemento especial titulado Desenmascarando el BDS con el fin de deslegitimar el movimiento BDS. El ministerio fue cerrado en 2021 por el 36.º gobierno y se fusionó con el Ministerio de Asuntos Exteriores.

### Concert
Concert operó como una empresa conjunta con el ahora cerrado Ministerio de Asuntos Estratégicos, pero fracasó en su objetivo de promover la diplomacia pública de Israel. En enero de 2022, se decidió reiniciar el Concierto y destinar 31 millones de dólares a lo largo de cuatro años con contribuciones de contrapartida provenientes de organizaciones civiles.

### Hostigamiento a activistas del BDS
El gobierno israelí ha amenazado y hostigado a activistas del BDS. En septiembre de 2009, Mohammed Othman fue detenido después de regresar de un viaje a Noruega donde discutió el BDS con funcionarios noruegos. Fue puesto en libertad cuatro meses después, tras una campaña internacional en la que Amnistía Internacional amenazó con declararlo preso de conciencia. Jamal Juma, miembro del BNC, también estuvo detenido durante varias semanas en 2009. No se presentaron cargos contra ninguno de ellos.
En marzo de 2016, el ministro israelí Yisrael Katzdeclaró que Israel debería emplear «eliminaciones civiles selectivas» contra los líderes del BDS. Según Amnistía Internacional, el término aludía a la política de asesinatos selectivos que Israel utiliza contra miembros de grupos armados palestinos. Erdan pidió a los líderes del BDS que «paguen el precio» por su trabajo. En respuesta, Amnistía Internacional emitió una declaración en la que expresaba su preocupación por la seguridad y la libertad de Barghouti y otros activistas del BDS. Barghouti ha sido objeto de varias prohibiciones de viaje y en 2019 el gobierno israelí anunció que se preparaba para expulsarlo. En julio de 2020, soldados israelíes arrestaron a Mahmoud Nawajaa, coordinador general del BNC, en su casa cerca de Ramala y lo retuvieron durante 19 días

### Libros
- Barghouti, Omar (2011). «BDS: Boycott, Divestment, Sanctions : the Global Struggle for Palestinian Rights». Haymarket Books. ISBN 978-1-60846-114-1.
- Estefan, Kareem; Kuoni, Carin; Raicovich, Laura (10 October 2017). «Assuming Boycott: Resistance, Agency, and Cultural Production». OR Books. ISBN 978-1-68219-093-7.
- Fleischmann, Leonie (19/9/2019). «The Israeli Peace Movement: Anti-Occupation Activism and Human Rights since the Al-Aqsa Intifada». Bloomsbury Publishing. ISBN 978-1-83860-098-3.
- Gertheiss, Svenja (14/12/2015). «Diasporic Activism in the Israeli-Palestinian Conflict». Routledge. ISBN 978-1-317-36886-1.
- Isaac, Rami K.; Hall, C. Michael; Higgins-Desbiolles, Freya (14/12/2015). «The Politics and Power of Tourism in Palestine». Routledge. ISBN 978-1-317-58028-7.
- Jacobs, Sean; Soske, Jon (2/11/2015). «Apartheid Israel: The Politics of an Analogy». Haymarket Books. ISBN 978-1-60846-519-4.
- Linfield, Susie, ed. (2019). «The Lions' Den: Zionism and the Left From Hannah Arendt to Noam Chomsky». Yale University Press. ISBN 978-0-300-25184-5.
- Mullen, Bill; Dawson, Ashley, eds. (2015). «Against Apartheid: The Case for Boycotting Israeli Universities». Haymarket Books. ISBN 978-1-60846-527-9.
- Nelson, Cary (2016). «Dreams Deferred: A Concise Guide to the Israeli-Palestinian Conflict and the Movement to Boycott Israel». Indiana University Press. ISBN 978-0-25-302518-0.
- Nelson, Cary (2019). «Israel Denial: Anti-Zionism, Anti-Semitism, & the Faculty Campaign Against the Jewish State». Indiana University Press. ISBN 978-0-253-04507-2.
- Robinson, William I.; Griffin, Maryam S. (20/3/2017). «We Will Not Be Silenced: The Academic Repression of Israel's Critics». AK Press. ISBN 978-1-84935-277-2.
- Tishby, Noa (2021). «Israel: A Simple Guide to the Most Misunderstood Country on Earth». Free Press. ISBN 978-1-9821-4493-7.
- Tripp, Charles (25/2/2013). «The Power and the People: Paths of Resistance in the Middle East». Cambridge University Press. ISBN 978-0-521-80965-8.
- Maira, Sunaina (2018). «Boycott!: The Academy and Justice for Palestine». Univ of California Press. ISBN 978-0-520-29489-9.
- Hancock, Landon E. (26/8/2016). «Narratives of Identity in Social Movements, Conflicts and Change». Emerald Group Publishing. ISBN 978-1-78635-077-0.
- Hallward, M. (26/11/2013). «Transnational Activism and the Israeli-Palestinian Conflict». Palgrave Macmillan US. ISBN 978-1-137-34986-6.
- Sparrow, Jeff (2012). «Left Turn: Political Essays for the New Left». Melbourne Univ. Publishing. ISBN 978-0-522-86143-3.
- Bostrom, Magnus; Micheletti, Michele; Oosterveer, Peter (2019). «The Oxford Handbook of Political Consumerism». Oxford University Press. ISBN 978-0-19-062903-8.
- Beinart, Peter (2012). «The Crisis of Zionism». Melbourne Univ. Publishing. ISBN 978-0-522-86176-1.
- Nestorović, Čedomir (28/5/2016). «Islamic Marketing: Understanding the Socio-Economic, Cultural, and Politico-Legal Environment». Springer. ISBN 978-3-319-32754-9.
- Salaita, Steven (1/11/2016). «Inter/Nationalism: Decolonizing Native America and Palestine». University of Minnesota Press. ISBN 978-1-4529-5317-5.
- Jackson, Richard; Llewellyn, Joseph; Leonard, Griffin Manawaroa (15/3/2020). «Revolutionary Nonviolence: Concepts, Cases and Controversies». Zed Books. ISBN 978-1-78699-822-4.
- Tartir, Alaa; Seidel, Timothy (22/12/2018). Palestine and Rule of Power: Local Dissent vs. International Governance. Springer. ISBN 978-3-030-05949-1.
- Mazen, Masri (26/4/2012). «Israel's Wall, Displacement, and Palestinian Resistance in the West Bank». In Coleman, Daniel; Glanville, Erin Goheen; Hasan, Wafaa; Kramer-Hamstra, Agnes (eds.). Countering Displacements: The Creativity and Resilience of Indigenous and Refugee-ed Peoples. University of Alberta. pp. 59–86. ISBN 978-0-88864-592-0.
- L'Etang, Jacquie; McKie, David; Snow, Nancy (11/8/2015). «The Routledge Handbook of Critical Public Relations». Routledge. ISBN 978-1-317-91886-8.
- Mendes, P. (20/5/2014). «Anti-Semitism and support for Jewish rights». Jews and the Left: The Rise and Fall of a Political Alliance. Springer. ISBN 978-1-137-00830-5.
- Kittrie, Orde F. (1/12/2015). «Lawfare: Law as a Weapon of War». Oxford University Press. ISBN 978-0-19-026359-1.
- Blumenthal, Max (1/10/2013). «Goliath: Life and Loathing in Greater Israel». PublicAffairs. ISBN 978-1-56858-972-5.
- Bueckert, Michael (5/3/2020). «Boycotts and Backlash: Canadian Opposition to Boycott, Divestment, and Sanctions (BDS) Movements from South Africa to Israel». CURVE (PhD). Carleton University.
- Abunimah, Ali (3/3/2014). «The Battle for Justice in Palestine». Haymarket Books. pp. 165–. ISBN 978-1-60846-347-3.
- Burton, Guy (26/2/2018). «Rising Powers and the Arab–Israeli Conflict since 1947». Lexington Books. pp. 137–. ISBN 978-1-4985-5196-0.
- Cardaun, Sarah K. (19/6/2015). «Countering Contemporary Antisemitism in Britain: Government and Civil Society Responses between Universalism and Particularism». BRILL. pp. 70–. ISBN 978-90-04-30089-7.
- Shindler, Colin (15/5/2017). The Hebrew Republic: Israel's Return to History. Rowman & Littlefield Publishers. ISBN 978-1-4422-6597-4.
- Endong, Floribert Patrick C. (31/3/2018). Exploring the Role of Social Media in Transnational Advocacy. IGI Global. pp. 87–. ISBN 978-1-5225-2855-5.
- Svirsky, Marcelo; Ben-Arie, Ronnen (7/11/ 2017). From Shared Life to Co-Resistance in Historic Palestine. Rowman & Littlefield International. pp. 51–. ISBN 978-1-78348-965-7.
- Klassen, Jerome; Albo, Gregory (10/1/2013). Empire's Ally: Canada and the War in Afghanistan. University of Toronto Press. ISBN 978-1-4426-1304-1.
- Hanssen, Jens; Ghazal, Amal N. (20/11/2020). The Oxford Handbook of Contemporary Middle-Eastern and North African History. Oxford University Press. pp. 693–. ISBN 978-0-19-967253-0.
- Crilley, Rhys; Manor, Ilan (11/7/2020). «Un-nation Branding: The Cities of Tel Aviv and Jerusalem in Israeli Soft Power». In Sohaela Amiri; Efe Sevin (eds.). City Diplomacy: Current Trends and Future Prospects. Springer Nature. pp. 143–. ISBN 978-3-030-45615-3.
- Morrison, Suzanne (2015). The boycott, divestment, and sanctions movement: activism across borders for Palestinian justice. LSE Theses Online (PhD). London School of Economics and Political Science.
- Hitchcock, Jennifer Megan (29/6/2020). A Rhetorical Frame Analysis of Palestinian-Led Boycott, Divestment, Sanctions (BDS) Movement Discourse. ODU Digital Commons (PhD).
- Klieman, Aharon (21/8/2019). Carsten Schapkow; Klaus Hödl (eds.). Jewish Studies and Israel Studies in the Twenty-First Century: Intersections and Prospects. Rowman & Littlefield. pp. 133–. ISBN 978-1-79360-510-8.
- Louvet, Marie-Violaine (28/6/2016). «Anti-Semitism and support for Jewish rights». Civil Society, Post-Colonialism and Transnational Solidarity: The Irish and the Middle East Conflict. Palgrave Macmillan UK. ISBN 978-1-137-55109-2.
- Landy, David; Lentin, Ronit; McCarthy, Conor, eds. (15/5/2020). Enforcing Silence: Academic Freedom, Palestine and the Criticism of Israel. Zed Books. ISBN 978-1-78699-653-4.
  - Harawi, Yara. The academic boycott and beyond: towards an epistemological strategy of liberation and decolonization. pp. 183–206.
  - Handmaker, Jeff (enero de 2020), «Lawfare against academics and the potential of legal mobilization as counterpower», Enforcing Silence: Academic Freedom, Palestine and the Criticism of Israel (Editado por David Landy, Ronit Lentin and Conor Mccarthy), Londres: Zed Books: 233–260[
- David Feldman, ed. (29/12/2018). Boycotts Past and Present: From the American Revolution to the Campaign to Boycott Israel. Springer International Publishing. ISBN 978-3-319-94872-0.
  - Jones, Lee, Sanctioning Apartheid: Comparing the South African and Palestinian Campaigns for Boycotts, Disinvestment, and Sanctions: From the American Revolution to the Campaign to Boycott Israel, pp. 197–217
  - Arnold, Sina, A Collision of Frames: The BDS Movement and Its Opponents in the United States, pp. 219–241
- Lim, Audrea, ed. (2/5/ 2012). The Case for Sanctions Against Israel. Verso Books. ISBN 978-1-84467-450-3.
  - Barghouti, Omar, The Cultural Boycott: Israel vs. South Africa, pp. 25–38
  - Beinin, Joel, North American Colleges and Universities and BDS, pp. 61–76
  - Erakat, Noura, BDS in the USA: 2001-2010, pp. 85–100
- Ben-Atar, Doron S.; Pessin, Andrew, eds. (30/3/2018). Anti-Zionism on Campus: The University, Free Speech, and BDS. Indiana University Press. ISBN 978-0-253-03410-6.
  - Nelson, Cary, Conspiracy Pedagogy on Campus: BDS Advocacy, Antisemitism, and Academic Freedom, pp. 190–211 (see esp. p. 191)
  - Pearl, Judea, BDS and Zionophobic Racism, pp. 224–235
  - Samilow, Jared, Students for Justice in Palestine at Brown University, pp. 384–389
- Ghada Ageel, ed. (7/1/ 2016). International Solidarity and the Palestinian Freedom Struggle. Apartheid in Palestine: Hard Laws and Harder Experiences. University of Alberta. ISBN 978-1-77212-082-0.
  - Arraf, Huwaida, International Solidarity and the Palestinian Freedom Struggle, pp. 65–89
  - Ziadah, Rafeef, Palestine Calling: Notes on the Boycott, Divestment, and Sanctions Movement, pp. 91–106
  - Bakan, Abigail B.; Abu-Laban, Yasmeen, Israeli Apartheid, Canada, and Freedom of Expression, pp. 163–180
- Alpaslan Özerdem; Chuck Thiessen; Mufid Qassoum, eds. (1/12/2016). Conflict Transformation and the Palestinians: The Dynamics of Peace and Justice under Occupation. Taylor & Francis. ISBN 978-1-317-21363-5.
  - Sánchez, Ana; Sellick, Patricia, Human Rights as a Tool for Conflict Transformation: The Cases of the Boycotts, Divestment and Sanctions (BDS) Movement and Local Unarmed Popular Resistance, pp. 82–97
  - Qumsiyeh, Mazin B., A Critical and Historical Assessment of Boycotts, Divestment and Sanctions (BDS) in Palestine, pp. 98–113
- Wistrich, Robert S. (5/1/2010). A Lethal Obsession: Anti-Semitism from Antiquity to the Global Jihad. Random House Publishing Group. ISBN 978-1-58836-899-7.